# Minelli (chanteuse)
Minelli, de son vrai nom Luisa Ionela Luca, naît le 22 août 1988 à Slobozia (en Roumanie). Elle est une chanteuse roumaine.

## Biographie
Minelli naît le 22 août 1988 à Slobozia, en Roumanie, avec pour identité Luisa Ionela Luca. Elle est chanteuse, compositrice et parolière.
Sa chanson Mariola devient un succès international.

## Vie privée
Elle a une fille en 2010, prénommée Sarah, et un fils en 2017, prénommé Filip.